# Bagrat II de Iberia
Bagrat II (en georgiano: ბაგრატ II ) (937-994) fue un  príncipe Bagrátida de Tao-Klarjeti y rey titular de Iberia-Kartli de 958 hasta su muerte. Fue también conocido como Bagrat Regueni (ბაგრატ რეგუენი), siendo "Regueni" un sobrenombre traducido como "el Sencillo".
Bagrat era el hijo mayor de Sumbat I, al que sucedió como “rey de los Iberios” en 958. Pese a su estatus real, Bagrat sólo gobernó el norte de Tao y, a diferencia de su padre, no fue investido con el alto título bizantino de curopalates, que fue concedido a su primo y gobernante de Tao meridional, Adarnase V. El profesor Taqaishvili explica el epíteto "Regueni" por su edad más joven en el momento de la ascensión al trono. Bagrat aparece frecuentemente colaborando con su pariente David III de Tao, la persona más influyente entre los Bagrátidas en aquel tiempo, ayudándole contra los ataques Rawadidas de Azerbaiyán e incluso contra su propio hijo y co-rey Gurgen durante una breve ruptura entre los Bagrátidas. En 978, Gurgen se había convertido en rey de facto de Iberia, mientras que su hijo Bagrat III había sido adoptado y designado heredero por David III de Tao, poniendo los cimientos para la futura unificación de la política georgiana en un único reino bagrátida.
Bagrat tuvo dos hijos:
- Gurgen (Muerto 1008), su sucesor como rey de Iberia
- Sumbat (Muerto 992)